# HMY Britannia
HMY (Her Majesty's Yacht) Britannia byla královská jachta britské královny Alžběty II. v letech 1954 až 1997. Byla to 83. loď v této roli od obnovení monarchie králem Karlem II. roku 1660 a zároveň druhá loď tohoto jména od slavného závodního kutru postaveného pro prince z Walesu v roce 1893. Loď je teď zakotvena v Leith, ve skotském Edinburghu jako muzeum.

## Stavba

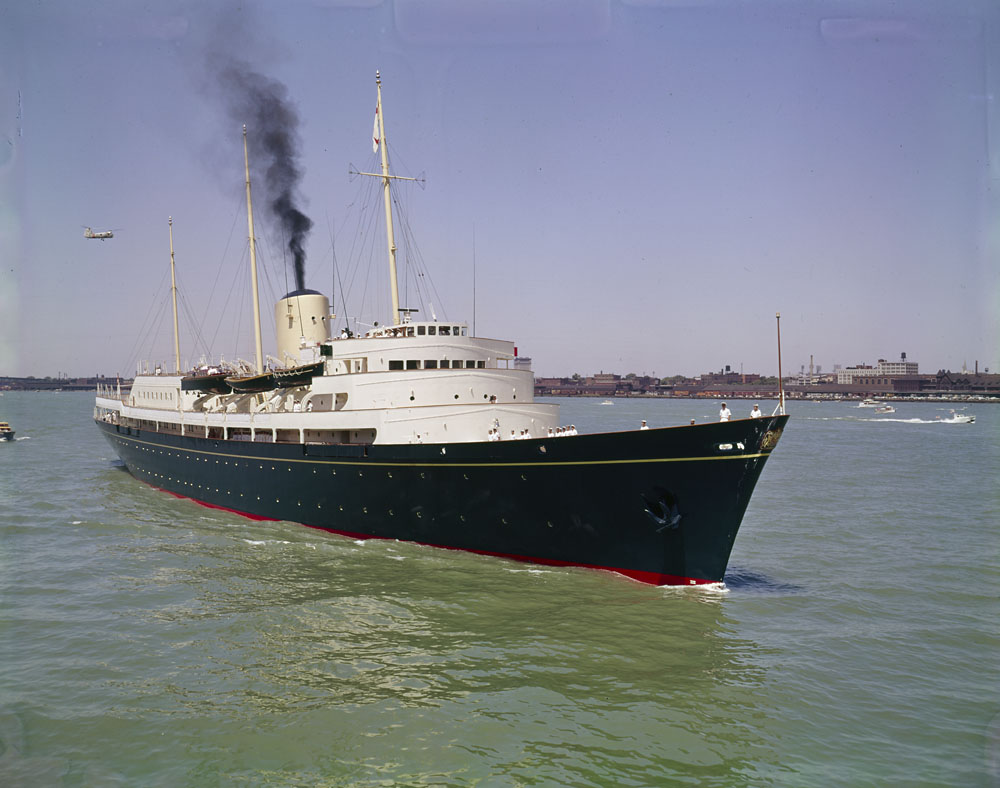
Britannia v roce 1959

Britannia byla postavena v loděnici John Brown & Company v Clydebanku jako náhrada starší královské jachty HMY Victoria and Albert z roku 1899. Požadavky na novou loď byly zaslány loděnicím už v roce 1939, ale kvůli válce bylo vše pozastaveno. V roce 1951 byl projekt obnoven v menším měřítku. Stavbu zahájila královna Alžběta II. dne 16. dubna 1953 a do služby byla jachta zařazena 11. ledna 1954. Loď pokřtila královna Alžběta II. netypicky anglickým vínem z důvodu, že v poválečném Spojeném království se šampaňské považovalo za příliš luxusní.  

## Konstrukce

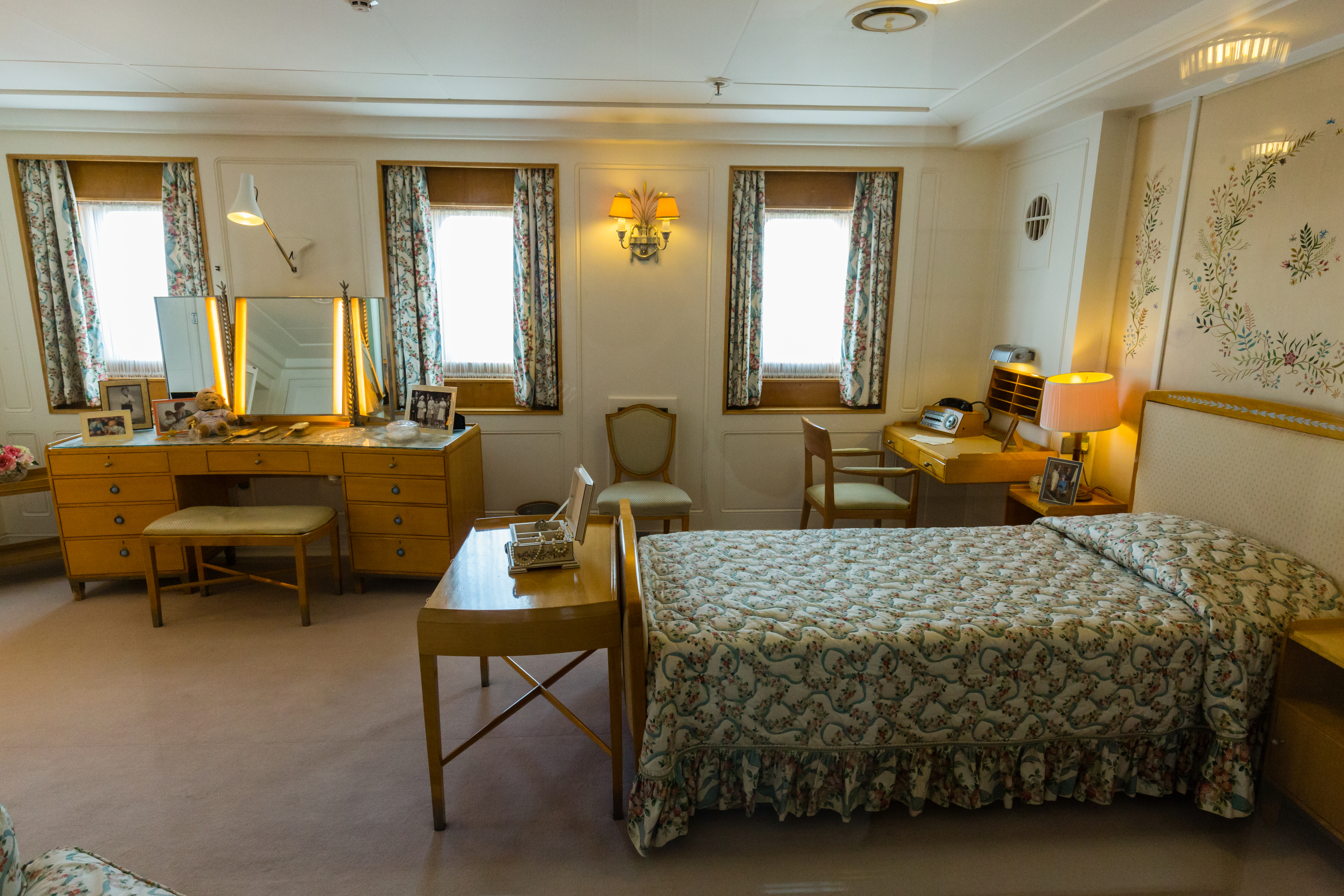
Kajuta královny Alžběty II.

Loď byla navržena se třemi stěžni o výšce 41 m (přední), 42 m (hlavní) a 36 m (křížový). Přední a prostřední byly sklopné, aby loď mohla podplouvat mosty. Použitím kliperové přídě a křižníkové zádě mělo být dosaženo modernějšího vzhledu lodi. Ten pak vyváženě doplňoval jeden komín.
Britannia byla navržena s možností konverze na nemocniční loď v případě války, ačkoliv tato možnost nebyla nikdy využita. Přesto tento aspekt ovlivnil konstrukci lodi neboť vyžadoval loď alespoň o výtlaku 4 000 tun.
V případě jaderné války měla královna najít útočiště na jachtě severozápadně od Skotska.

## Historie

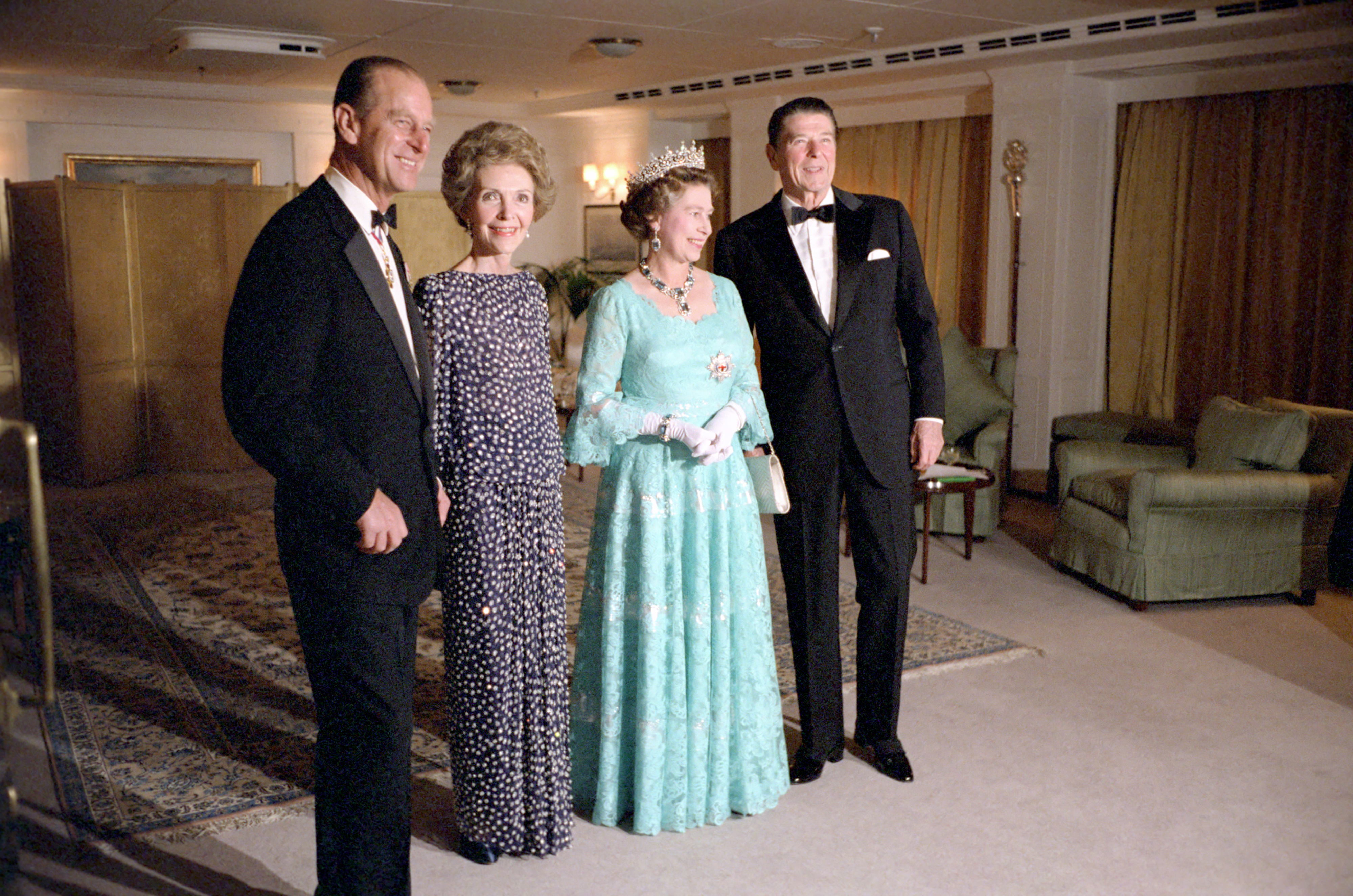
Princ Philip, Nancy Reaganová, královna Alžběta II. a prezident Ronald Reagan na palubě jachty Britannia v roce 1983

Na svoji první plavbu jachta vyplula 14. dubna 1954 z přístavu Portsmouth do Grand Harbour na Maltě, kam doplula 22. dubna. Přepravila tak princeznu Annu a prince Charlese na setkání s královnou Alžbětou II. a princem Filipem v Tobrúku na konci návštěvy královského páru po zemích Commonwealthu. Královna a princ Philip se na jachtu poprvé nalodili v Tobruku dne 1. května 1954.
Jachta byla opakovaně využita pro svatební cesty členů královské rodiny. V roce 1960 princeznou Margaret a Antony Armstrong-Jonese, v roce 1973 princeznou Annou a Markem Philipsem, v roce 1981 princem Charlesem a Dianou Spencerovou a naposledy roku 1986 princem Andrewem a jeho novomanželkou Sarah Margaret Fergusonovou.
V roce 1997 byla jachta vyřazena ze služby. Za celou dobu služby urazila 1 087 623 námořních mil, tedy 2 014 278 km.